# Фоцена
Фоцена (Phocoena Cuvier, 1816) — рід китоподібних з родини фоценові (Phocoenidae). Назва походить від грецької назви тварини φώκαινα, утвореної від φώκη — «тюлень» та -αινα — суфікс для утворення фемінітивів.

## Систематика
Це один з 5–7 родів родини фоценові (Phocoenidae) загалом та 3-х сучасних родів: Neophocaena, Phocoena, Phocoenoides.

## Видовий склад
Відомо 4 види:
- Phocoena dioptrica
- Phocoena phocoena (підвиди phocoena, relicta, vomerina)
- Phocoena sinus
- Phocoena spinipinnis

## Фоцена у фауні України
В Україні у водах Чорного й Азовського морів мешкає вид фоцена звичайна (Phocoena phocoena), представлений тут підвидом, що має назву азовка, або пихтун (Phocoena phocoena relicta).